# ОШ „Марко Пајић” Вича
ОШ „Марко Пајић” једна је од основних школа на подручју општине Лучани, основана је 1880. године. Налази се у улици Вича бб.

## Историјат
Школа је основана 1880. године, налази се у насељу Вича. Носи име по Марку Пајићу који је осам година радио са децом у њој, све до смрти 1888. године. Три деценија након изградње школа је показала своју трошност, а учитељ Лука Лукић је покренуо иницијативу за градњу нове школе. Због Балканских ратова и Првог светско рата идеја је реализована тек 1924. године уз залагање учитеља А. Сухонова. Под окриљем ове школе делатност образовања и васпитања деце до четвртог разреда обавља и издвојено одељење у Доњем Дупцу које је са радом почело 1951. године.